# Jordemoderloven
Bekendtgørelse af lov om jordemødre (i daglig tale blot Jordemoderloven) var indtil 1. januar 2007 den lov, hvori jordemødrenes virke samt autorisations- og videreuddannelsesbestemmelser var beskrevet.
1. januar 2007 blev Jordemoderloven afløst af Autorisationsloven – Lov om autorisation af sundhedspersoner og om sundhedsfaglig virksomhed – hvor jordemødres virke samt autorisations- og videreuddannelsesbestemmelser beskrives i § 55-57.

## Eksterne kilder og henvisninger
- Bekendtgørelse af 13. december 1978 af lov om jordemødre (gældende indtil 1. januar 2007)
- Bekendtgørelse af 22. maj 2006 af lov om autorisation af sundhedspersoner m.m., § 55-57 (gældende siden 1. januar 2007)